# Aviatico
Aviatico (lombardul: Aviàdech) település Olaszországban, Lombardia régióban, Bergamo megyében. Lakosainak száma 568 fő (2023. január 1.). Aviatico Algua, Selvino, Albino, Costa Serina és Gazzaniga községekkel határos.

## Népesség
A település népességének változása:
| Lakosok száma | 557  | 568  | 568  |
|               | 2017 | 2018 | 2023 |